# Mourad Medelci

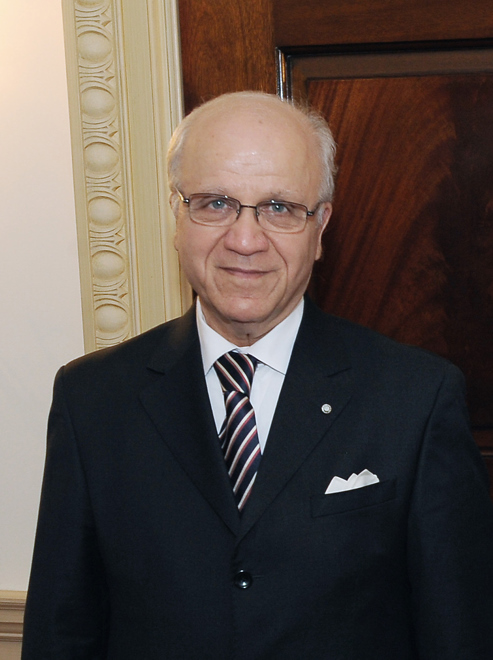
Mourad Medelci

Mourad Medelci (arabisch مراد مدلسي, DMG Murād Madalsī; * 30. April 1943 in Tlemcen; † 28. Januar 2019) war ein algerischer Politiker und von Juni 2007 bis September 2013 Außenminister von Algerien. Seitdem hatte er das Amt des Vorsitzenden des Verfassungsrates inne.

## Leben
Medelci studierte Wirtschaftswissenschaften an der Universität von Algier und beendete sein Studium mit dem Bachelor 1966 und dem Master 1968. Von 1970 bis 1980 arbeitete er im Privatsektor, bevor er 1980 als Generalsekretär des Ministeriums für Handel berufen wurde.
Von 1988 bis 1989 war Medelci Minister für Handel und von 1990 bis 1991 Stellvertreter des Ministers für den Haushalt. Er war erneut Minister für Handel von 1999 bis 2001, dann Finanzminister von 2001 bis 2002. Von 2002 bis Mai 2005 war er Berater des Präsidenten, Abd al-Aziz Bouteflika. Im Mai 2005 wurde er zum Finanzminister ernannt; er behielt diese Position, bis er am 4. Juni 2007 Außenminister wurde.
Mourad Medelci war verheiratet und hatte fünf Kinder.